# Goldemar
Goldemar (talvolta chiamato Goldmar, Vollmar, o Volmar) è un nano o coboldo del folklore e della mitologia norrena. Durante il medioevo Goldemar era divenuto nella credenza popolare il re dei nani. Nella fiaba "l'amicizia dei nani" l'autore Villamaria lo dipinse come un "possente re dei nani" con una regina ed una corte di nobili nani al suo servizio; aveva barba e capelli lunghi e di colore argento ed indossava una corona ed un mantello color porpora. In una storia, fugge con la figlia di un re umano. Sopravvivono frammenti di un poema epico di Albrecht von Kemenaten chiamato Goldemar. Il poema narra dell'incontro di Teodorico il Grande con il re nano. Il re compare anche in "Der junge König und die Schafërin" ("il principe e la pastorella") del poeta tedesco Ludwig Uhland. I fratelli di Goldemar, Alberich (o Elberich) e Elbegast, compaiono in altri poemi.
Secondo una leggenda riportata nel 1850 da Thomas Keightley, Goldemar era un coboldo, un genere di spirito della casa del folklore germanico. Viveva con Neveling von Hardenberg al castello Hardenstein sul fiume Ruhr. Interagiva frequentemente coi mortali. Chiamava Neveling suo "cognato" e spesso dormiva con lui nello stesso letto. Suonava abilmente l'arpa, si divertiva a giocare a dadi scommettendo ed a smascherare i misfatti del clero.
Goldemar portò buona fortuna alla casata di Neveling, chiedendo solo un posto alla tavola, una stalla per il suo cavallo, e cibo per sé e per il suo animale. Lo spirito rifiutava di farsi vedere, ma permetteva ai mortali di toccarlo; Keightley scrive che "le sue mani erano molli come quelle di una rana, fredde e morbide al tocco". Dopo che Goldemar ebbe vissuto per tre anni con Neveling, un curioso sparse cenere e erba sul pavimento per provare a vedere le impronte del coboldo. Goldemar tagliò a pezzi l'uomo, mise questi sul fuoco a rosolare, tranne la testa e le gambe che fece bollire in una pentola. Dopo portò la carne arrostita nella sua stanza e la mangiò con gusto. Il giorno dopo andò via. Lasciò una nota sulla porta della sua stanza nella quale profetizzava che la Casa sarebbe stata tanto sfortunata come lui era stato fortunato quando aveva vissuto lì.
Hardenstein durante il medioevo era una ricca area mineraria, il che potrebbe spiegare perché il castello è stato associato ad uno spirito sotterraneo come Goldemar.